# Андерсон, Джеймс (масон)
Джеймс А́ндерсон (англ. James Anderson, скотс James Anderson; 1679, Абердин — 28 мая 1739, Лондон) — шотландский масон, основоположник символического масонства, священник шотландской пресвитерианской церкви в Лондоне, автор первых конституций Первой великой ложи Англии.

## Биография
Родился в Абердине, Шотландия; там же получил образование. В 1707 году, Андерсон был рукоположён в священники. Переехав в Лондон, он проповедовал до 1720 года на Глас Хаус Стрит, затем, до 1734 года, в пресвитерианской церкви на Своллоу Стрит и до самой смерти в часовне на Лисли Стрит. Известно, что в 1720 году, Андерсон потерял крупную сумму денег в связи с разорением Сауз Си Компани (South Sea Company). Но больше всего Андерсон известен своей принадлежностью к масонству.

## В масонстве

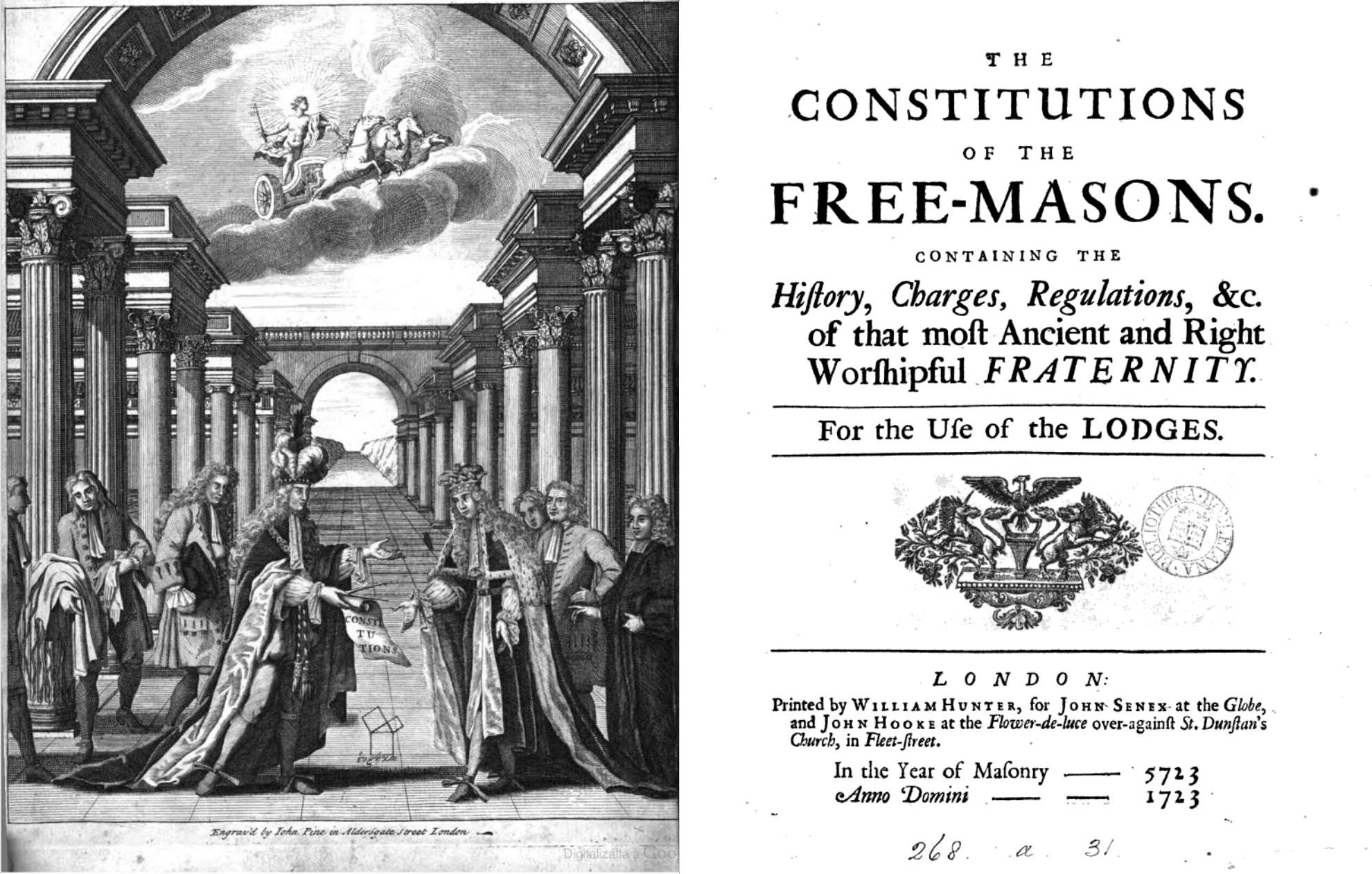
Конституции Андерсона, 1723 год

Джеймс Андерсон был масоном — досточтимым мастером масонской ложи, великим привратником в Великой ложе Лондона и Вестминстера. В сентябре 1721 году великая ложа поручила Андерсону написать историю масонства. Она была написана, а затем напечатана в 1723 году, под названием «Конституции вольных каменщиков». Имя Андерсона не появилось на титульной странице, однако оно было указано в приложении. Конституции были первым документом, описывавшим принципы регулирования масонской практики в ложах, входивших в Первую великую ложу Англии.
В 1734 году в Филадельфии, Бенджамин Франклин отредактировал и заново перепечатал конституции. Эта книга стала первой масонской книгой, которая была напечатана в Америке.
Второе лондонское расширенное издание увидело свет в 1738 году и было переведено на разные языки, в том числе на датский (1736), немецкий (1741) и французский (1745).

### Книги Андерсона
- Royal Genealogies (1732)
- A Defence of Masonry (1738?)
- News from Elysium (1739)
- A Genealogical History of the House of Yvery (1742)